# Dubienka (gmina)
Pour les articles homonymes, voir Dubienka.
Dubienka est une gmina rurale (gmina wiejska) de la powiat de Chełm, dans la Voïvodie de Lublin, dans l'est de la Pologne, à la frontière avec l'Ukraine.
Son siège administratif (chef-lieu) est le village de Dubienka, qui se situe environ 31 kilomètres à l'est de Chełm (siège du powiat) et 95 kilomètres à l'est de la capitale régionale Lublin (capitale de la voïvodie).
La gmina couvre une superficie de 96,26 km2 pour une population de 2 749 habitants en 2006.

## Histoire
De 1975 à 1998, la gmina est attachée administrativement à la voïvodie de Chełm.

Depuis 1999, elle fait partie de la voïvodie de Lublin.

## Géographie
La gmina inclut les villages et localités de :

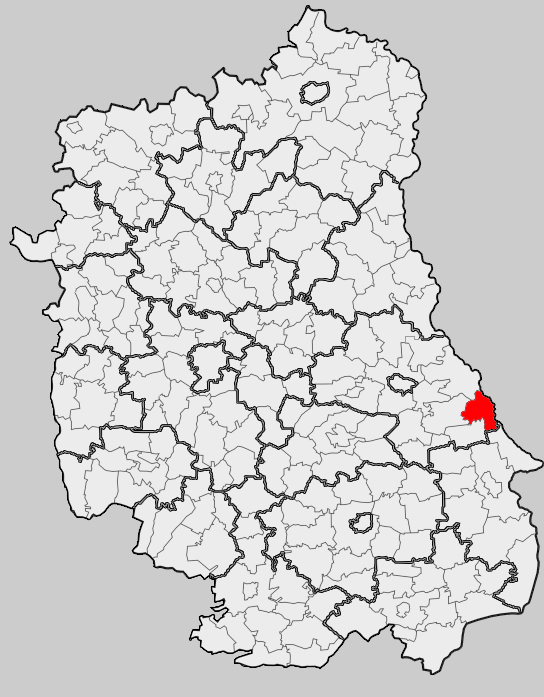
Position de la gmina dans la voïvodie

- Brzozowiec
- Holendry
- Janostrów
- Jasienica
- Józefów
- Kajetanówka
- Krynica
- Lipniki
- Mateuszowo
- Nowokajetanówka
- Radziejów
- Rogatka
- Siedliszcze
- Skryhiczyn
- Stanisławówka
- Starosiele
- Tuchanie
- Uchańka
- Zagórnik

### Gminy voisines
La gmina de Dubienka est voisine des gminy suivantes :
- Białopole
- Dorohusk
- Horodło
- Żmudź

Elle est également frontalière de l'Ukraine.

## Structure du terrain
D'après les données de 2002, la superficie de la commune de Dubienka est de 96,26 kilomètres carrés, répartis comme telle :
- terres agricoles : 66%
- forêts : 20%

La commune représente 5,41% de la superficie du powiat.

## Démographie
Données du 30 juin 2004:
| Description        | Total  | Total | Femmes | Femmes | Hommes | Hommes |
| ------------------ | ------ | ----- | ------ | ------ | ------ | ------ |
| Unité              | Nombre | %     | Nombre | %      | Nombre | %      |
| Population         | 2 510  | 100   | 1 266  | 50,4   | 1 244  | 49,6   |
| Densité (hab./km²) | 26,1   | 26,1  | 13,2   | 13,2   | 12,9   | 12,9   |